# Louis Ranwet
 (avril 2022).
Louis Ranwet, né à Bruxelles le 6 juillet 1802 et décédé dans sa ville natale le 20 février 1870, est un juriste belge, président de chambre à la cour d'appel de Bruxelles.

## Biographie
Louis Ranwet décroche son diplôme de droit en 1825, à l'Université d'État de Louvain et devient un avocat réputé sous le règne de Guillaume Ier des Pays-Bas.
Après la révolution, il entre dans la magistrature belge et devient, le 6 octobre 1830, juge au tribunal de première instance de Bruxelles, il en devient vice-président le 13 octobre 1840, conseiller à la cour d'appel le 14 juillet 1844, puis le 24 octobre 1867, il fut élevé à la présidence d'une chambre.
Il était considéré comme un magistrat zélé, instruit et travailleur, fort apprécié par ses collègues.
Intéressé par le journalisme, il figure en 1831 parmi les fondateurs du journal L'Indépendant qui s'appellera par la suite L'Indépendance belge.
Attaché au bien public, il se consacre à la politique et est élu conseiller communal le 8 février 1845 et le restera jusqu'à son décès le 20 février 1870. Il fut membre de la milice citoyenne en étant colonel de la 4e légion de la garde civique de 1848 à 1867.
Il participe aussi à la vie sociétale et fut président de la Société royale de la Grande Harmonie. 
Jules De Le Court dit de lui qu'il était un esprit fin et littéraire. Le président Tielemans, lors de son discours funèbre, loua sa grande bonté.
Il fut décoré de l'ordre de Léopold, chevalier le 16 décembre 1837 puis officier le 19 juillet 1856.
Il est membre fondateur en 1834 de la nouvelle Société des douze.
Il est inhumé au cimetière de Laeken[réf. non conforme].